# Ogataea corticis
Ogataea corticis är en svampart som beskrevs av Nagats., S. Saito & Sugiy. 2008. Ogataea corticis ingår i släktet Ogataea och familjen Pichiaceae.   Inga underarter finns listade i Catalogue of Life.